# Carlos Flores Facussé
Carlos Roberto Flores Facussé (Tegucigalpa; 10 de marzo de 1950) es un ingeniero, profesor, político, periodista y empresario hondureño de ascendencia palestina; presidente del Congreso Nacional de Honduras entre 1994 y 1998, fue el 5º. presidente constitucional de la República de Honduras en el período del 27 de enero de 1998 al 27 de enero de 2002 y es uno de los líderes más influyentes del Partido Liberal de Honduras. 
Ha sido el primer presidente de ascendencia palestina del país. Su gobierno se vio marcado por la tragedia del paso del Huracán Mitch por el país, siendo elogiado por su capacidad de liderazgo durante la crisis y su gestión acertada de la ayuda internacional. Fue un presidente sobrio y discreto; a diferencia de otros mandatarios de la zona no levantó sospechas de corrupción, ni tampoco acusaciones de hacer un uso patrimonialista del poder. También se ha ligado su presidencia a la normalidad democrática en Honduras, al menos en su ámbito político-institucional.

## Biografía
Nació en Tegucigalpa, M.D.C. del departamento de Francisco Morazán, el 10 de marzo de 1950. Hijo del periodista y empresario Óscar Flores Midence y la señora Margarita Facussé de Flores. El mayor de sus hermanos, Óscar y Celsa Flores Facussé.
Cursó sus estudios secundarios en la Escuela Americana de Tegucigalpa, continuando sus estudios universitarios en la Universidad Estatal de Louisiana, donde obtuvo el título de ingeniero industrial, y fue miembro de la facultad Phi Iota Alfa. Completó allí mismo sus estudios superiores realizando una maestría en Economía Internacional y Finanzas, donde conoció a su futura esposa Mary Carol Flake, con quien tuvo a sus hijos Mary Elizabeth y Carlos David Flores Flake.

## Trayectoria
Luego de su retorno a Honduras en 1970 ocupó puestos de responsabilidad en la empresa y la administración pública. Fue gerente general de Conpacasa y miembro de las juntas directivas del Banco Central de Honduras, el Instituto Hondureño de Seguridad Social y el Instituto Nacional de Formación Profesional.
También participó en la empresa privada y fue gerente y miembro de los consejos editoriales de Periódicos y Revistas S.A., grupo que entre otros medios es propietario del diario La Tribuna y Lithopress Industrial. Asimismo, ha pertenecido al mundo académico como director de sendas cátedras en la Facultad de Administración de Empresas de la Universidad Nacional Autónoma de Honduras y en la Escuela Superior Bancaria Centroamericana.
Desde finales de los años setenta desarrolló simultáneamente una carrera política en las filas del Partido Liberal de Honduras (PLH), siempre vinculado al departamento de Francisco Morazán. De presidente del Consejo Departamental Liberal pasó a ser diputado, primero en la Asamblea Nacional Constituyente, de 1980 a 1981, y luego en el Congreso Nacional inaugurado en 1982 tras una década de gobiernos militares —y que marcó el inicio de la "Era democrática" en el país.
Sirvió de ministro de la presidencia en el gobierno de José Azcona del Hoyo (1986-1990), ambos del Movimiento Liberal Rodista a lo interno del partido. En 1989 ganó unas apretadas elecciones internas, convirtiéndose en el candidato presidencial del PLH para las elecciones generales del 26 de noviembre de aquel año, las cuales, transcurridas entre denuncias de irregularidades, dieron la victoria al candidato del conservador Partido Nacional de Honduras (PNH), Rafael Leonardo Callejas, con el 52,03% de los votos. Flores por su parte, obtuvo un 44.3%, es decir 776,983 votos.
En 1994, tras las elecciones de 1993, se convirtió en diputado y fue elegido presidente del Congreso. Tres años después abandonó el cargo para presentarse una vez más como precandidato presidencial para las elecciones internas, donde venció a sus correligionarios Carlos Reina Idiáquez, Jaime Rosenthal, Jorge Arturo Reina y Ramón Villeda Bermúdez, entre otros. Carlos Flores, denominó a su movimiento y campaña presidencial "La Fuerza Joven", resultando ganador en los comicios generales de 1997 con 1,040,403 votos —el 52.65%—, mientras su principal adversaria Nora Gúnera de Melgar (viuda del exdictador militar Juan Alberto Melgar) obtuvo un 42.76%. Ganó además 67 de los 128 escaños del Congreso.

## Gobierno (1998-2002)
El 27 de enero de 1998, Carlos Roberto Flores Facussé tomó posesión para un período de cuatro años, en un acto al que asistieron ocho presidentes de la región. Su periodo finalizó el 27 de enero de 2002, entregando el poder al empresario Ricardo Maduro Joest, del Partido Nacional, tras ocho años de administraciones liberales.
| cargo                                                   | Nombre                                                                                       | Período   |                                 |                        |           |
|                                                         |                                                                                              |           |                                 |                        |           |
| Designados Presidenciales                               | Willian Ulrich Handal Raudales, Gladys Aída Caballero Mejía y Héctor Vidal Cerrato Hernández | 1998-2002 |                                 |                        |           |
| Secretario de Gobernación, Justicia y Sanidad           | Delmer Urbizo Panting                                                                        | 1998-2002 |                                 |                        |           |
| Secretario del Despacho Presidencial                    | Gustavo Adolfo Alfaro                                                                        | 1998-2002 |                                 |                        |           |
| Secretario de Relaciones Exteriores                     | José Fernando Martínez                                                                       | 1998-2002 |                                 |                        |           |
| Secretario de Recursos Naturales y Medio Ambiente       | Elvin Ernesto Santos Ordóñez                                                                 | 1998-2002 |                                 |                        |           |
| Secretario de Agricultura y Ganadería                   | Pedro Arturo Sevilla Gamero                                                                  | 1998-2002 |                                 |                        |           |
| Secretario de Salud Pública y Previsión Social          | Marco Antonio Rosa                                                                           | 1998–2002 |                                 |                        |           |
| Secretario de Economía y Comercio                       | Reginaldo Panting Peñate                                                                     | 1998–2002 |                                 |                        |           |
| Secretario de Transporte y Obras Públicas               | Tomás R. Lozano Reyes                                                                        | 1998–2002 |                                 |                        |           |
| Secretario de Educación Pública                         | Arístides Mejía/Ramón Cálix Figueroa                                                         | 1998–2002 |                                 |                        |           |
| Secretario de Trabajo y Asistencia Social               | Andrés Víctor Artiles Martínez                                                               | 1998–2002 |                                 |                        |           |
| Secretario de Cultura, Artes y Deportes                 | Hermán Allan Padgett                                                                         | 1998–2002 | Secretario de Seguridad Pública | Elizabeth Chiuz Sierra | 1998–2002 |
| Secretario de Cooperación Técnica                       | Moisés Starkman Pinel                                                                        | 1998–2002 |                                 |                        |           |
| Secretario de Turismo                                   | Norman Garía Paz                                                                             | 1998–2002 |                                 |                        |           |
| Director Ejecutivo del Instituto Nacional Agrario (INA) | Aníbal Delgado Fiallos                                                                       | 1998–2002 |                                 |                        |           |
| Presidente del Tribunal Supremo Electoral (TSE)         | Diego Diaz Flores                                                                            | 1998–2000 |                                 |                        |           |
| Fondo Hondureño de Inversión Social (FHIS)              | José Manuel Zelaya Rosales                                                                   | 1998–2002 |                                 |                        |           |
| Ministros Asesores                                      | Nahún Valladares y Valladares, Juan Bendeck, Roberto Leiva y Plutarco Castellanos            | 1998–2002 |                                 |                        |           |

### Crisis del Mitch e impacto económico
Flores anunció de inmediato la adopción de un programa de ajuste económico, acordado con el FMI, para reducir la inflación —que pese al buen comportamiento de los últimos años seguía por encima del 10%— y corregir los desequilibrios de las finanzas públicas. 
Sin embargo, en octubre de 1998 el país fue devastado por el Huracán Mitch, arruinando la cosecha del banano y destruyendo la tercera parte de las vías de comunicación. Se cobró además, según estimaciones del gobierno, 6,000 muertos, 8,000 desaparecidos, 12,000 heridos y millón y medio de damnificados; esto es, casi la cuarta parte de la población de Honduras en aquel momento. Flores visitó las zonas dañadas y declaró que el desastre iba a lastrar el crecimiento económico nacional durante años; multiplicó sus peticiones de ayuda internacional, con las cuales encabezó junto a su gabinete de gobierno el  "Plan Maestro para la Reconstrucción y Transformación Nacional de Honduras", fijando como objetivos generales:
- Rehabilitar y reanimar al sector productivo;
- Reconstruir y mejorar la infraestructura del país;
- Rehabilitar y reformar el sector social;
- Fortalecer la estabilidad macroeconómica;
- Establecer un nuevo plan para la prevención y alivio de desastres;
- Adoptar un manejo transparente y eficiente de los recursos destinados a la reconstrucción.

Las labores de reconstrucción agravaron el déficit de las finanzas públicas, pero 1999 se registró un crecimiento económico del 5% —exactamente el mismo que el registrado en 1998—, con una relativa estabilidad en los precios macroeconómicos claves y un índice inflacionario oficial oscilante entre 12% y 13%, mientras que las Reservas Internacionales Netas del Banco Central se incrementaron de 153.6 millones de dólares a 186.6 millones de diciembre de 1998 a septiembre de 1999. El siguiente año la tasa de crecimiento fue del 6,2%, entonces la más alta de Centroamérica. Todo esto gracias a la asistencia financiera y humanitaria del exterior.
En febrero de 2000, el Grupo Consultivo para la Reconstrucción, integrado por delegados de varios organismos internacionales, aprobó el plan de recuperación propuesto por el gobierno de Flores y que cuantificaba las necesidades en 1,400 millones de dólares. La respuesta positiva de la comunidad internacional a los requerimientos hondureños tras el paso del huracán reforzó la convicción de Flores de someterse a las políticas fondomonetaristas de deflación, austeridad presupuestaria y privatizaciones; estas últimas afectaron, con fortuna dispar, a los aeropuertos y a la empresa nacional de comunicaciones Hondutel. No obstante, quedaron en suspenso otras reformas estructurales consideradas imprescindibles por los organismos donantes, pero con un coste social muy elevado, como las de la fiscalidad, el sector bancario y el servicio público.
Gracias a la ayuda exterior la infraestructura básica del país pudo ser enderezada, pero la catástrofe del Mitch empeoró irremisiblemente, hasta extremos muy preocupantes, la situación de unas 83,000 familias. La destrucción de cosechas se tradujo en un descenso del 9% en la producción agrícola, con el consiguiente impacto sobre el índice de pobreza, del 63%, y los de desempleo y subempleo, que en 2001 sumaron el 33% de la población activa. Sumado a esto, en el último año de su mandato, nuevas inundaciones causadas por lluvias torrenciales y la contracción económica de Estados Unidos, primer socio comercial, expusieron las debilidades estructurales del entonces tercer país menos desarrollado de América, tras Haití y Nicaragua.

### Relaciones diplomáticas
En 1999 tuvo que gestionar el grave deterioro de las relaciones diplomáticas con Nicaragua, a causa de la ratificación por Honduras en enero de 1998 del tratado de 1986 de delimitación de fronteras con Colombia, que supuso reconocer la soberanía de este país sobre las islas caribeñas de Providencia y San Andrés, reclamadas por Nicaragua. La ratificación se produjo días después de que se llegara a un acuerdo de principio con El Salvador para cerrar el contencioso sobre la frontera terrestre común. En febrero de 2000 unidades militares de Honduras y Nicaragua sostuvieron tiroteos con motivo de la delimitación de la frontera en el Golfo de Fonseca, que encajona la salida del primer país al Océano Pacífico, y los choques se reprodujeron justo un año después antes de que los dos gobiernos decidieran, en abril de 2001, someter la disputa al Tribunal Internacional de Justicia de La Haya.
El 4 de febrero de 1999, Tegucigalpa fue sede de una reunión extraordinaria de presidentes centroamericanos y el 29 de junio de 2000 Honduras adoptó con México un tratado de libre comercio en el ámbito multilateral del denominado Triángulo Norte Centroamericano, junto con El Salvador y Guatemala, el cual debía entrar en vigor el 1 de enero de 2002.
Tan solo unas horas antes de abandonar el poder, el gobierno de Flores anunció el restablecimiento de relaciones diplomáticas con Cuba, revirtiendo la decisión tomada en 1961 en el marco de las sanciones de la Organización de los Estados Americanos. El restablecimiento de relaciones plenas culminó un proceso de acercamiento mantenido entre Cuba y Honduras desde 1990.

### Orden político
En el orden político, completó la labor realizada por Reina Idiáquez en la desmilitarización de los poderes públicos y la sumisión de los militares al presidente de la República, no sin la resistencia de los afectados. El 18 de septiembre de 1998 el Congreso aprobó las reformas constitucionales que convirtieron al Jefe del Estado en el Comandante en Jefe de las Fuerzas Armadas, con la facultad de nombrar a un civil para el Ministerio de Defensa, nombramiento que inmediatamente recayó en Edgardo Dumas Rodríguez.
El 30 de julio de 1999 destituyó a la cúpula del ejército, tras un intento fallido el 16 de julio de capturar el Estado Mayor por un grupo de 29 coroneles y otros altos oficiales. El 26 de agosto de 1998 creó el Ministerio de Seguridad dentro de las previsiones del Plan Nacional, para combatir la delincuencia y la criminalidad, que crecía en los últimos años. Luego, el marco de la toma de posesión, el 27 de enero de 2002, fue aprovechada por Flores y los presidentes centroamericanos invitados para suscribir en Santa Rosa de Copán una declaración de lucha contra la pobreza, la inseguridad ciudadana, el narcotráfico y el terrorismo, así como de prevención de desastres naturales y de fortalecimiento de la integración subregional.